# Crema de frijoles
La Crema de fríjoles és un plat colombià pertanyent a la categoria de les sopes, elaborat amb fesols. La crema de fesols es caracteritza pel fet que per fer-la els fesols s'han de moldre o liquar, i barrejar després amb el brou fins a conformar una crema. Aquest plat és comú a Antioquia, Colòmbia, on una de les bases fonamentals de l'alimentació han estat les fesols.